# Lindsay en Sidney Greenbush
Rachel Lindsay Rene en Robin Sidney Danae Bush werden geboren op 25 mei 1970 in Hollywood, Californië als kinderen van Billy Green Bush en Carole Kay Bush. Van 1974 tot 1982 speelden zij Carrie Ingalls in Het kleine huis op de prairie onder de naam "Lindsay Sidney Greenbush". Zij hebben sinds ze tieners waren niet meer geacteerd.
Tegenwoordig is Lindsay getrouwd met Frank Dornan en heeft een dochter, Katlynn (geboren in 1995), en twee stiefkinderen, Shaylene (geb. 1986) en Dan (geb. 1990). Sidney is getrouwd met Rocky Foster.